# 1951年アジア競技大会
1951年アジア競技大会（1951ねんアジアきょうぎたいかい、The 1st Asian Games I Asiad）は1951年3月4日から11日にインド・ニューデリーで行われた第1回アジア競技大会。

## ハイライト
当初は1950年秋に開催される予定であったが、ヨーロッパに一括発注した競技用具の準備が遅滞し、開催が半年遅れの1951年3月にずれ込むこととなった。

## 実施競技
- 陸上競技（詳細）
- 水泳競技
  - 飛込
  - 競泳
  - 水球
- サッカー（詳細）
- 自転車競技
- バスケットボール（詳細）
- 重量挙げ

## 参加国・地域
- アフガニスタン
- ビルマ (58)
- セイロン (3)
- インド (151)
- インドネシア (35)
- イラン (49)
- 日本 (72)
- ネパール (8)
- フィリピン (59)
- シンガポール
- タイ

### 参加国・地域人数
| IOC | 参加国・地域 | 人数 |
| --- | ------------ | ---- |

## 国・地域別メダル受賞数
| 順位 | 国・地域名   | 金 | 銀 | 銅 | 計 |
| ---- | ------------ | -- | -- | -- | -- |
| 1    | 日本         | 24 | 20 | 15 | 59 |
| 2    | インド       | 15 | 17 | 20 | 52 |
| 3    | シンガポール | 5  | 6  | 2  | 13 |
| 4    | フィリピン   | 4  | 4  | 6  | 14 |
| 5    | イラン       | 3  | 3  | 1  | 7  |
| 6    | タイ         | 1  | 0  | 1  | 2  |
| 7    | インドネシア | 0  | 1  | 5  | 6  |
| 8    | セイロン     | 0  | 1  | 0  | 1  |